# Stanisław Szczęsny Potocki

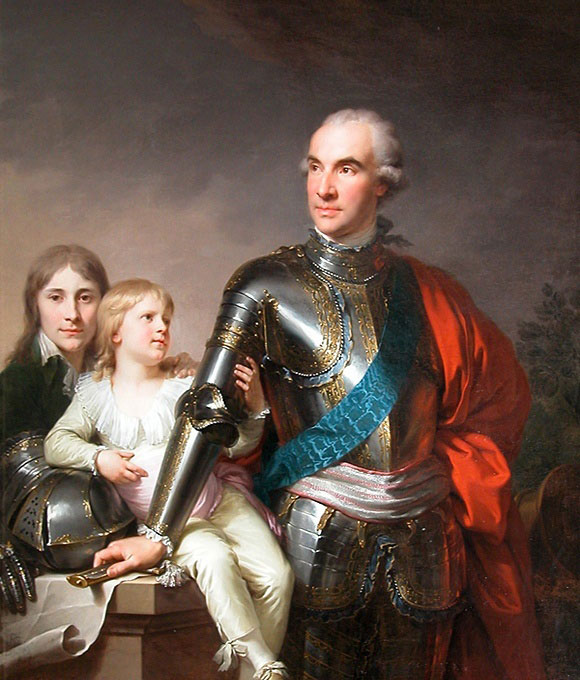
Stanisław Szczęsny Potocki z synami Stanisławem i Szczęsnym Jerzym, obraz pędzla Jana Chrzciciela Lampiego (starszego)

Stanisław Szczęsny (Feliks) Potocki herbu Pilawa, ps.: „Libatide Strimonio; Mąż Obywatel”, znany jako Szczęsny Potocki (ur. 20 lutego 1751 w Tartakowie albo Krystynopolu, zm. 14 marca 1805 w Tulczynie) – polski polityk o orientacji prorosyjskiej, wolnomularz, wojewoda ruski w latach 1782–1788, generał-lejtnant wojsk koronnych 1784–1792, generał lejtnant komenderujący Dywizją Ukraińską i Podolską (Podolską i Bracławską, później Bracławską i Kijowską), członek Komisji Edukacji Narodowej w latach 1783–1792, generał artylerii koronnej w latach 1788–1792, targowiczanin – marszałek konfederacji targowickiej 1792 w Koronie, rosyjski general-en-chef od 1797, chorąży wielki koronny w latach 1774–1780, starosta bełski w latach 1767–1782, starosta lityński w 1785 roku, członek zagraniczny klubu jakobinów od 24 grudnia 1790,  dyplomata i poeta, skazany na infamię.

## Początek życia
Kwestią sporną jest data urodzin Szczęsnego. Jerzy Łojek za Jerzym Piechowskim – wydawcą pamiętników Antoniego Chrząszczewskiego, oficjalisty Potockich – przyjął datę 1751 r. Uzasadnia to w następujący sposób: Próbowano bowiem już w XVIII wieku zamącić tę kwestię, a w ślad za apologetami Szczęsnego poszło nawet cenione wydawnictwo Polskiego Słownika Biograficznego. Rzecz w tym, iż z uwagi na sprawę mordu popełnionego na pierwszej żonie Szczęsnego, Gertrudzie Komorowskiej, i wobec haniebnego zachowania się w tej sprawie jej męża, sympatycy Szczęsnego usiłowali utrzymywać, jakoby był on wówczas chłopcem nieletnim, niemającym jeszcze 18 lat; sytuacja rodziny Komorowskich, dopuszczających do seksualnego zbliżenia się Szczęsnego z Gertrudą, byłaby wówczas haniebna. Jednakże wszystko, co wiadomo o rodzinie Potockich, skłania do uzasadnionych przypuszczeń, że przyszły przywódca Targowicy urodził się w początkach 1751. Natomiast Emanuel Rostworowski – autor biogramu Szczęsnego w Polskim Słowniku Biograficznym – wśród wielu dat rocznych, przyjął za datę urodzin rok 1752, kierując się napisem umieszczonym na trumnie Szczęsnego.
Za młodu pisał się Stanisław, później Stanisław Szczęsny, natomiast pod koniec życia znany był jako Szczęsny i tak przeszedł do historii. Używał tytułu hrabiowskiego, który nigdy nie został mu przyznany.
Szczęsny był jedynym synem wojewody kijowskiego Franciszka Salezego Potockiego (krajczego wielkiego koronnego, od 1756 r. wojewody kijowskiego), i Anny Elżbiety z Potockich (wojewodzianki poznańskiej). Ojciec Szczęsnego dzięki otrzymanemu spadkowi po stryju Stanisławie (zm. 1732), który przekazał mu swoje dobra na Ukrainie oraz małżeństwu z Anną stał się najbogatszym magnatem Rzeczypospolitej.
Szczęsny miał starszą siostrę Mariannę (1743–1770) oraz trzy młodsze: Antoninę (ur. ok. 1754), Pelagię (ur. ok. 1755) i Ludwikę (ur. ok. 1757).
Kształcony był w domu, w rodzinnym Krystynopolu, pod kierunkiem swojej matki. Według wspomnień Leona Potockiego ojciec oddał go na wychowanie Pelagii Potockiej, żonie kasztelana lwowskiego Józefa Potockiego. Znamienne jest to, że właśnie uczył się w domu, zaś nie uczęszczał do żadnego kolegium jezuickiego czy pijarskiego, co było normą w przypadku młodzieży średnioszlacheckiej i magnackiej. W liście do Ignacego Potockiego (z 1773 r.) wśród przyczyn swoich nieszczęść wymieniał: sposób edukacyi ostry, którą miałem. Wybitny badacz XVIII w. – Emanuel Rostworowski – zawierza relacji Hugona Kołłątaja, który powołując się na świadków oczywistych (być może swoich krewnych Hulewiczów) pisał, że Szczęsny wychodząc z „audiencji” u rodziców, zawsze wychodził połajany lub pobity. Natomiast z relacji Antoniego Chrząszczewskiego, oficjalisty u Potockich, wynika, że matka wychowywała syna „pieszczotliwie”. Nauczycielem Szczęsnego był profesor poetyki z kolegium pijarskiego w Warężu, ks. Maurycy Wolf (Wolff). Być może dzięki niemu uczeń posiadał pewną kulturę literacką, pisał bowiem wiersze i był dobrym stylistą. Natomiast wadliwie pisał po polsku (fonetycznie), a po francusku, nawet na tle ówczesnej praktyki – fatalnie (kłopoty z pisownią mogą świadczyć o dysleksji. Prawdopodobnie jako tako wypowiadał się po francusku.
Zapewne uczył się tego, co wydawało się wówczas przydatne i użyteczne, czyli: gramatyki, retoryki i poetyki. Nie wiadomo, czy cokolwiek czytał, choć biblioteka w Krystynopolu była dobrze wyposażona.
Mierne wyniki domowej nauki bardzo irytowały jego rodziców, którzy dla jedynaka upatrywali znakomitą przyszłość, myśląc nawet o tronie Rzeczypospolitej, którego nie udało się zdobyć jego ojcu. Natomiast J. Łojek podkreśla, że: Osobistą tragedią Szczęsnego było przepojenie go dumą i ambicją magnacką, bez uświadomienia, że niski poziom jego uzdolnień wyklucza jakikolwiek udany udział w życiu publicznym Rzeczypospolitej. Ten sam autor podkreśla: Dzisiaj wydaje się pewne, iż w wypadku Szczęsnego iloraz [inteligencji] ten wynosił poniżej liczby sto. Przyszły szef Targowicy był człowiekiem ledwo przekraczającym poziom debilizmu. Wystarczało mu jednak świadomości, aby ze swoich ograniczeń zdawać sobie sprawę.
Szczęsny był słabego charakteru, nie umiał podejmować samodzielnych decyzji.
Jako chłopiec został rotmistrzem. W wieku szesnastu lat, dzięki protekcji posła rosyjskiego Nikołaja Repnina otrzymał pierwszą funkcję publiczną – grodowe starostwo bełskie, które scedował na niego jego ojciec.

## Pierwsze małżeństwo
O rękę Szczęsnego, syna najbogatszego magnata Rzeczypospolitej ubiegało się wiele rodzin m.in. Stanisław Lubomirski, marszałek wielki koronny, który chciał ożenić z nim swoją córkę. Także dla swojej córki Konstancji (ur. 1759) zabiegał o małżeństwo ze Szczęsnym, brat króla, Kazimierz Poniatowski. Kolejną kandydatką, która miała większe szanse niż poprzednie, była Józefina Amalia (ur. 29 sierpnia 1752), córka marszałka Jerzego Augusta Mniszcha i Marii Amalii z Brühlów. O tym małżeństwie dyskutowano wielokrotnie w 1770 r. w Krystynopolu. Natomiast rodzice w ogóle nie pytali syna o tę kwestię. Nie wiadomo nawet, czy Szczęsny widział wcześniej Józefinę.
Ożenił się potajemnie w wieku lat 18 z Gertrudą z Komorowskich, która wkrótce po ujawnieniu małżeństwa, jak należy sądzić na polecenie ojca Szczęsnego, została porwana przez jego nadwornych kozaków i zamordowana, a zwłoki wrzucone do przerębli na rzece. Załamany moralnie, u progu dorosłego życia, z powodu tragicznego zgonu ciężarnej żony próbował popełnić (raczej udawane) histeryczne samobójstwo; jednocześnie przepraszał ojca i prosił o wybaczenie mezaliansu, przyznając w listach i przed sądami, jak niegodziwie postępowali wobec niego Gertruda i jej rodzice.

## Drugie małżeństwo
1 grudnia 1774 Stanisław Szczęsny poślubił Józefinę Amalię z Mniszchów, osobę różną od niego pod względem temperamentu i inteligencji, utalentowaną artystycznie, lubiącą pisać i malować. Jest ogólnie znane, że miała wiele romansów, stąd uważa się, że spośród jedenaściorga urodzonych przez nią dzieci, jedynie trojga ojcem był Stanisław. Ojcem kilkorga następnych miał być, przywieziony jeszcze z Dukli, Józef Klembowski (Kłębowski), pełniący funkcję marszałka dworu Potockiej. Później jej amantami byli: Dzierżański, pułkownik targowickiego regimentu, domniemany ojciec Idalii, i Tadeusz Mossakowski, dowódca milicji nadwornej w Tulczynie. Małżonkowie bardzo krótko mieszkali razem.

## Trzecie małżeństwo
Przebywając w 1793 roku w Petersburgu, Szczęsny spotkał małżonkę, Józefinę Amalię, z którą nie żył od pewnego czasu. Porozumiał się z nią w sprawach majątkowych i w zamian za przekazanie jej w zarząd wszystkich majątków, otrzymywał rentę w wysokości 900 tysięcy złotych polskich.
W latach 1793–1795 Szczęsny przebywał w Hamburgu z Zofią Wittową. W 1795 we Lwowie małżeństwo Józefa i Zofii Wittów zostało rozwiązane, a w 1796 za sumę kilkuset tysięcy złotych Witt uznał rozwód.
Na początku 1798 r. w Kamieńcu Podolskim sąd konsystorski ogłosił rozwód Stanisława z Józefiną, która zmarła w październiku. 28 kwietnia Zofia Wittowa poślubiła Stanisława Szczęsnego Potockiego, w tym samym roku urodził się ich najstarszy syn Aleksander. W 1799 Potoccy udali się w podróż poślubną, m.in. do Włoch, gdzie, jak podawała później Zofia, w wyniku gwałtu poczęty został Mieczysław. Pod koniec życia Szczęsnego małżeństwo przeżywało trudności z powodu romansu Zofii z pasierbem – Szczęsnym Jerzym, domniemanym ojcem Bolesława.

## Majątek
Ogromną fortunę odziedziczył po ojcu, którą ten uzupełnił o majątki po obu swoich żonach Zofii Rzeczyckiej i Annie Elżbiecie Potockiej, a w końcu po stryju Stanisławie Potockim. Spowodowało to, że zwany był „małym królem na Rusi”. Należały do niego klucze: Krystynopol, Tartaków, Wielkie Oczy, Waręż, Witków, Łaszczów, Perespa, Stojanów, Tulczyn, Humań, Bracław, Mohylów, Braiłów, Kosów, Strusów, Chorostków, Wyżgródek i inne. Według przybliżonych obliczeń posiadał 70 miast i kilkaset wsi, w których pracowało dla niego 400 tys. „dusz”. Po I Rozbiorze, w 1781 roku Szczęsny Potocki oddał znajdujące się pod zaborem austriackim dobra położone w woj. bełskim (Krystynopol i okolice) ks. Adamowi Ponińskiemu jedynie pod warunkiem spłacenia ciążących na nim długów, a sam przeniósł się do Tulczyna na Podolu z włością humańską. Przyłączył potem do niej klucz olhopolski, daszowski, niemirowski i łącznie posiadał 9 miast i 264 wsie. Leon Potocki z kolei oceniał majątek Szczęsnego na 24 miasta i 347 wsi. Tadeusz Korzon twierdził, że posiadał półtora miliona hektarów i pracowało dla niego 130 tys. chłopów, a jego dochód roczny przekraczał 3 miliony złotych polskich.

## Działalność polityczna
Pierwszą bardziej znaną inicjatywą Potockiego, był przedstawiony przez posła kaliskiego A. Moszczeńskiego, na sejmie 1780 r., aby z dóbr humańskich utworzyć majorat, utrzymujący regiment pieszy liczący 400 osób, dla obrony terenów ukraińskich. Dziedzicznymi szefami regimentu, mieli być kolejni ordynaci humańscy. Jednostka weszłaby w skład komputu armii koronnej. Projekt ten został przedstawiony Radzie Nieustającej, jednakże nie uzyskał akceptacji, gdyż, jak pisał Niemcewicz „jako obruszający równość szlachecką i nie wsparty przez Stackelberga”.
W marcu 1781 r. nieskutecznie starał się o zgodę u króla na zakupienie urzędu podskarbiego wielkiego koronnego od A. Ponińskiego. Po tym wraz z żoną wyjechał na dłuższy czas do Włoch. Przebywał w Wenecji oraz w Rzymie. Do kraju powrócili w kwietniu 1782 r. W czasie tej podróży włoski malarz P. G. Batoni wykonał portrety Szczęsnego i jego małżonki. Ożenek byłego szwagra i brata stryjecznego jego żony – Michała Jerzego Mniszcha z siostrzenicą króla Urszulą z Zamoyskich zbliżył Szczęsnego do dworu królewskiego. W dniu 28 kwietnia 1782 r. otrzymał wakujące po śmierci Augusta Czartoryskiego województwo ruskie.
W latach 1782–1788 był wojewodą ruskim i początkowo współpracownikiem Stanisława Augusta Poniatowskiego, ale od 1784 skłaniał się do opozycji magnackiej. Na sejmie 1782 roku został konsyliarzem Rady Nieustającej.
W tymże roku ufundował dar patriotyczny dla Rzeczypospolitej, na który składały się 24 armatki trzyfuntowe i czterystu żołnierzy piechoty, warte 100 tysięcy złotych polskich, podczas gdy roczny dochód Szczęsnego wynosił 3 miliony złotych.
Członek Departamentu Wojskowego Rady Nieustającej w 1783 roku.
Związany z koterią faworyta Katarzyny II, Grigorija Potiomkina. W latach 1785–1789 był wielkim mistrzem loży Wielkiego Wschodu Królestwa Polskiego i Wielkiego Księstwa Litewskiego
W 1788 zrzekł się urzędu wojewody ruskiego i odkupił od Alojzego Fryderyka von Brühla patent generała artylerii koronnej za sumę 20 tysięcy dukatów. Został wybrany do Izby Poselskiej, jego antyreformatorski program polityczny nie zyskał poparcia. Na Sejmie Czteroletnim był posłem z województwa bracławskiego w 1788 roku i działał jako przywódca stronnictwa prorosyjskiego, usiłując blokować wszelkie próby reform, a nawet dążąc do zniesienia w ogóle centralnego rządu w Polsce.
Zniechęcony obradami sejmowymi, wybrał się w podróż w (1789) najpierw do Wiednia, skąd wysyłał do kraju literaturę propagandową.
26 stycznia 1791 roku udał się do Paryża, był tam jeszcze w połowie marca. Szymon Askenazy wylansował sensacyjną wiadomość jakoby 24 grudnia 1790 roku został afiliowany w Paryżu do klubu jakobinów. Tezę tę potwierdził Jerzy Łojek.
W 1791, na wieść o uchwaleniu Konstytucji 3 Maja, wraz z Sewerynem Rzewuskim z Wiednia dążył do organizacji interwencji rosyjskiej w Polsce. W tym samym roku przybył do Jass, gdzie znajdowała się główna kwatera Potiomkina, spotkał tam przyszłą żonę – Zofię, która była metresą Potiomkina. W tym samym roku udał się do Sankt Petersburga, gdzie w zmowie z carycą Katarzyną, negocjując wraz z Franciszkiem Ksawerym Branickim i Sewerynem Rzewuskim z politykami rosyjskimi, ogłosili uniwersał wzywający do konfederacji, później zwaną konfederacją targowicką, której celem było utrzymanie tradycyjnych instytucji i swobód szlacheckich, takich jak liberum veto, oraz przekształcenie Rzeczypospolitej w zdecentralizowaną federację magnacką. Konfederacją zarządzał jako jej marszałek z siedziby rodowej w Tulczynie. 30 sierpnia 1792 w dniu jego imienin biskup Michał Sierakowski odprawił nabożeństwo w Lubomli i wygłosił przemówienie, w którym wysławiał jego gorliwość w dźwiganiu upadłej wolności, zapewniając o wdzięczności przyszłych pokoleń, stawiał go za wzór cnoty i patriotyzmu i ogłosił zbawcą Rzeczypospolitej.
Był szefem targowickiej formacji Pułku Humańskiego Lekkiej Jazdy.
Rządy targowicy zostały wkrótce wymuszone za pomocą armii rosyjskiej (wojna polsko-rosyjska) i z udziałem króla, który przystąpiwszy do konfederacji w lipcu 1792 praktycznie skapitulował.
Został desygnowany przez konfederację targowicką do zasiadania w Komisji Edukacji Narodowej i Komisji Sądowej Spraw Edukacyjnych.
Urażony złą prasą w Rzeczypospolitej Stanisław Szczęsny zdecydował się na „wieczystą ekspatriację” – opuścił Polskę w 1793 r. i udał się do Hamburga, gdzie dotarły go wieści o skazaniu na karę śmierci, wieczysta infamię, pozbawienie godności, konfiskatę majątku i utratę wszystkich urzędów przez Sąd Najwyższy Kryminalny w czasie insurekcji kościuszkowskiej. Wobec nieobecności skazanego, wyrok wykonano in effigie 29 września 1794.
Sam Szczęsny ponoć w rozbiorowe zamiary Rosji nie wierzył i myślał, że swoimi akcjami umożliwi zachowanie polskiej tożsamości politycznej i terytorium, ale po drugim rozbiorze wyjechał do Rosji i zadeklarował swoją lojalność dla tego państwa, wstąpił do armii rosyjskiej na swoją prośbę, zawartą w liście do carycy z 1794, w którym prosił o uznanie go Rosjaninem.  W maju 1795 Stanisław Szczęsny powrócił do swojego majątku. 4 stycznia 1796 w liście do Seweryna Rzewuskiego pisał:

Nie mówię o przeszłej Polszcze i Polakach. Znikło już i to państwo i to imię, jak znikło tyle innych w dziejach świata. Każdy z przeszłych Polaków ojczyznę sobie obrać powinien. Ja już jestem Rosjaninem na zawsze.

W 1797 został odznaczony najwyższą rosyjską rangą generalską: general-en-chef.
Ciekawostką jest, że kiedy w 1792 ks. Józef Poniatowski wyzywał Szczęsnego Potockiego na pojedynek z Wiednia, gdzie przebywał, Szczęsny nie odmówił wprost, lecz wyznaczył nierealne miejsce – Sankt Petersburg, gdzie ks. Józef byłby zapewne aresztowany przez władze rosyjskie, gdyby się tam pojawił.

## Schyłek życia i śmierć

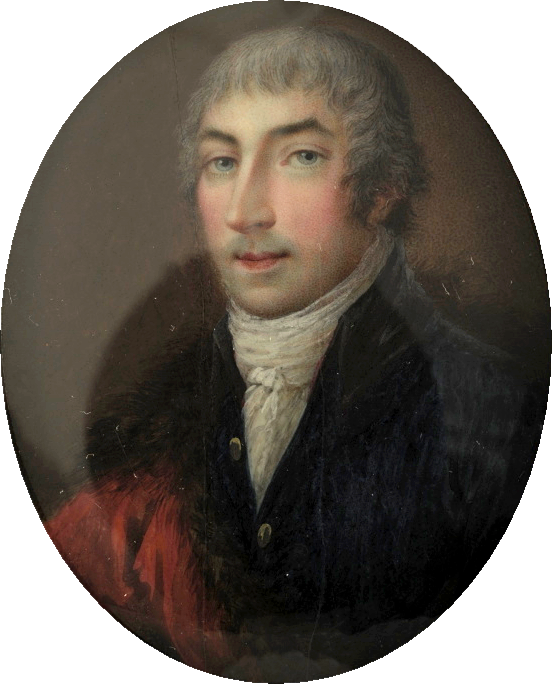
Szczęsny Jerzy Potocki (1776–1809), syn Stanisława Szczęsnego Potockiego, miniatura z lat 1800–1803

Żona Zofia (primo voto de Witt) miała wiele romansów, w tym również ze Szczęsnym Jerzym Potockim (1776–1809), synem swego męża, skutkiem czego zaszła w ciążę. Odbijało się to negatywnie na zdrowiu Stanisława Potockiego, który popadał w manię prześladowczą, podejrzewając, że jest systematycznie truty.
Zmarł 14 marca 1805 r. w wieku 54 lat. Pogrzeb zakłóciło zbezczeszczenie zwłok złożonych w kaplicy w Tulczynie przez ograbienie z rosyjskiego munduru, orderów i klejnotów; nagie zwłoki porzucono pod ścianą.
W 1775 odznaczony Orderem Orła Białego i Orderem Świętego Stanisława. Kawaler rosyjskiego Orderu św. Andrzeja Apostoła Pierwszego Powołania od 1782, kawaler maltański. W 1782 roku odznaczony rosyjskim Orderem św. Aleksandra Newskiego.

## Twórczość

### Ważniejsze utwory i mowy
1. Wiersze z lat 1775–1777 i następnych
2. Oda do piosnek nie dających się składać, powst. przed rokiem 1812
3. Mowa... podczas Sejmu Ordynaryjnego w Warszawie w Senacie d. 20 8bra 1782 miana, brak miejsca wydania (1782)
4. Mowa... podczas Sejmu Ordynaryjnego w Grodnie... d. 20 8bra 1784, brak miejsca wydania (1784)
5. Pieśń JW. Wojewody Ruskiego na imieniny swojej małżonce ofiarowana (Kto ma serce czułe, stałe...), powst. 1786
6. Życzenie Jaśnie Wielmożnego... żonie swojej w dniu imienin 19 marca 1786 r. dane, brak miejsca wydania (1786)
7. Przymówienie się... na sesji dnia 24 października 1786 (Warszawa) 1786
8. Od wojewody ruskiego do ks. generałowej, która grała rolę Matki Spartanki, powst. po 19 listopada 1786
9. Mowa... na sesji sejmowej dnia 27 października roku 1788 miana, Warszawa (1788)
10. Do Benedykta Hulewicza, posła wołyńskiego, dnia 22 czerwca 1790 roku z Wiednia, brak miejsca wydania (1790)
11. Protestacja przeciw sukcesji tronu w Polszcze... W Wiedniu dnia 15 sierpnia 1790, brak miejsca wydania (1790)
12. Tchórze. Bajka (Wiedeń 1790)
13. Odezwa obywatela i posła do narodu przed sejmikami z determinacji stanów 16 Novembris 1790 nastąpić mającymi za bezpieczeństwem Rzeczypospolitej. Dan u Wód Badeńskich 20/10 1790, brak miejsca wydania (1790)
14. List odpowiedny... do Najjaśniejszego Stanisława Augusta Króla Polskiego pisany z Wiednia dnia 23 listopada 1790 r., brak miejsca wydania (1790)
15. List... do Jaśnie Wielmożnego Małachowskiego marszałka sejmowego i Konfederacji Koronnej, z Wiednia pod dniem 23 listop. r. 1790 pisany, brak miejsca wydania (1790)
16. List odpowiedny... do Jaśnie Wielmożnego Zaleskiego posła województwa trockiego, pisany z Wiednia dnia 4 grudnia 1790, brak miejsca wydania (1790)
17. Kopia Responsu... do Króla, pisanego de dato 30 Maii 1791. Kopia Responsu... pisanego do Małachowskiego d. 30 maja
18. Mowa... Generalnej Konfederacji Koronnej marszałka, brak miejsca wydania (po 14 maja 1792)
19. Kopia Responsu... na list Króla Jmci 24 Julii pisany, brak miejsca wydania (1792)
20. Kopia listu J.J. W. i. J.J. O Marszałków Konfederacji Generalnej Obojga Narodów do Króla Jmci dnia 19 mca listopada 1792 r. z Grodna pisanego, brak miejsca wydania (1792)
21. Płyń, strumyku, szybkim biegiem..., wiersz wyryty na tablicy marmurowej w Zofijówce[39].

Jako marszałek konfederacji targowickiej ogłaszał liczne pisma urzędowe: odezwy, uniwersały, listy itp. Rzeczywistym autorem większości mów, odezw, uniwersałów i listów politycznych Potockiego może być Dyzma Bończa-Tomaszewski.

### Listy i materiały
1. Zbiór korespondencji i papierów Potockiego, m.in. z: ojcem 1771–1772, teściami z 1771, M. Wyczółkowskim, B. Hulewiczem, M. Ossowskim z 1787, Sewerynem Rzewuskim
2. Do Seweryna Rzewuskiego 39 listów i biletów z lat 1773–1796
3. Kopiariusz korespondencji Potockiego
4. Kopiariusz listów Potockiego, m.in. do: Stanisława Augusta (54 listy), B. Hulewicza, Jana Potockiego z lat 1788–1789
5. Korespondencja z Eliaszem Wodzickim z roku 1777
6. Do Ludwiki z Mniszchów Józefowej Potockiej 2 listy z lat 1778–1779
7. Do Stanisława Augusta w zbiorach z lat: 1764–1784, 1786–1792
8. Do I. Potockiego 11 listów z lat 1778–1791
9. Korespondencja Potockiego z Departamentem Wojskowym
10. Autografy listów z lat: 1785, 1796
11. Korespondencja ze Stanisławem Augustem, instrukcje, rozkazy itp. z lat 1785–1787
12. Do S. K. Potockiego z lat 1788–1792
13. Kopie korespondencji ze Stanisławem Augustem i S. Małachowskim z lat 1788–1792
14. Do A. Moszczeńskiego z roku 1789
15. Do Stanisława Augusta, S. Małachowskiego, I. Potockiego, T. Wawrzeckiego i in. z lat 1789–1791
16. Do Seweryna Kaczkowskiego z roku 1790 i Adama Ponińskiego (brak daty)
17. Korespondencja z O. Morskim, kasztelanem kamienieckim, z roku 1792
18. Kopie listów z roku 1792
19. Odpis korespondencji dyplomatycznej Potockiego z archiwum moskiewskiego, w zbiorze z lat 1769–1793
20. Do Stanisława Augusta (z pierwszej połowy lat 90. XVIII wieku) – do Antoniego Złotnickiego 19 listów z roku 1804
21. Do gen. ros. Millera (brak daty)
22. Od różnych osób zbiór listów i dokumentów z 1764–1793 F. S. i S. Sz. Potockiego
23. Od Stanisława Augusta 49 listów z lat 1768–1792
24. Zbiór listów od różnych osób, m.in. od: I. Krasickiego z 1775 i 1787, T. K. Węgierskiego z 1784/1785, J. Wybickiego z 1787, S. Trembeckiego z 1804–1805
25. Zbiór listów od różnych osób, m.in. od: A. K. Czartoryskiego z 1788, S. K. Potockiego z 1788, Seweryna Rzewuskiego
26. Od różnych osób z lat 1788–1796
27. Zbiór listów od różnych osób, m.in. od: B. Hulewicza, Sz. Kossakowskiego z 1793, A. Moszczeńskiego, Seweryna Rzewuskiego 1789–1794
28. Odpisy listów z lat 1789–1793 do Potockiego i jego żony Józefy Amelii
29. Fragmenty korespondencji od różnych osób z lat 1791–1804, m.in. od: synów, J. Witte, S. Bohusza Siestrzeńcewicza z 1802
30. Zbiór korespondencji od różnych osób (Biblioteka Krasińskich)
31. Kopie listów od Katarzyny II z lat 1792–1793
32. Od T. Kościuszki z września 1792
33. Od J. Poniatowskiego z roku 1793
34. Od A. Węgorzewskiej z roku 1793
35. Dokumenty dot. ślubu z G. Komorowską i procesu o zabójstwo
36. Katalog biblioteki Potockiego